# Dendrobium conspicuum
Dendrobium conspicuum är en orkidéart som beskrevs av Reinier Cornelis Bakhuizen van den Brink. Dendrobium conspicuum ingår i släktet Dendrobium, och familjen orkidéer. Inga underarter finns listade i Catalogue of Life.

## Bildgalleri

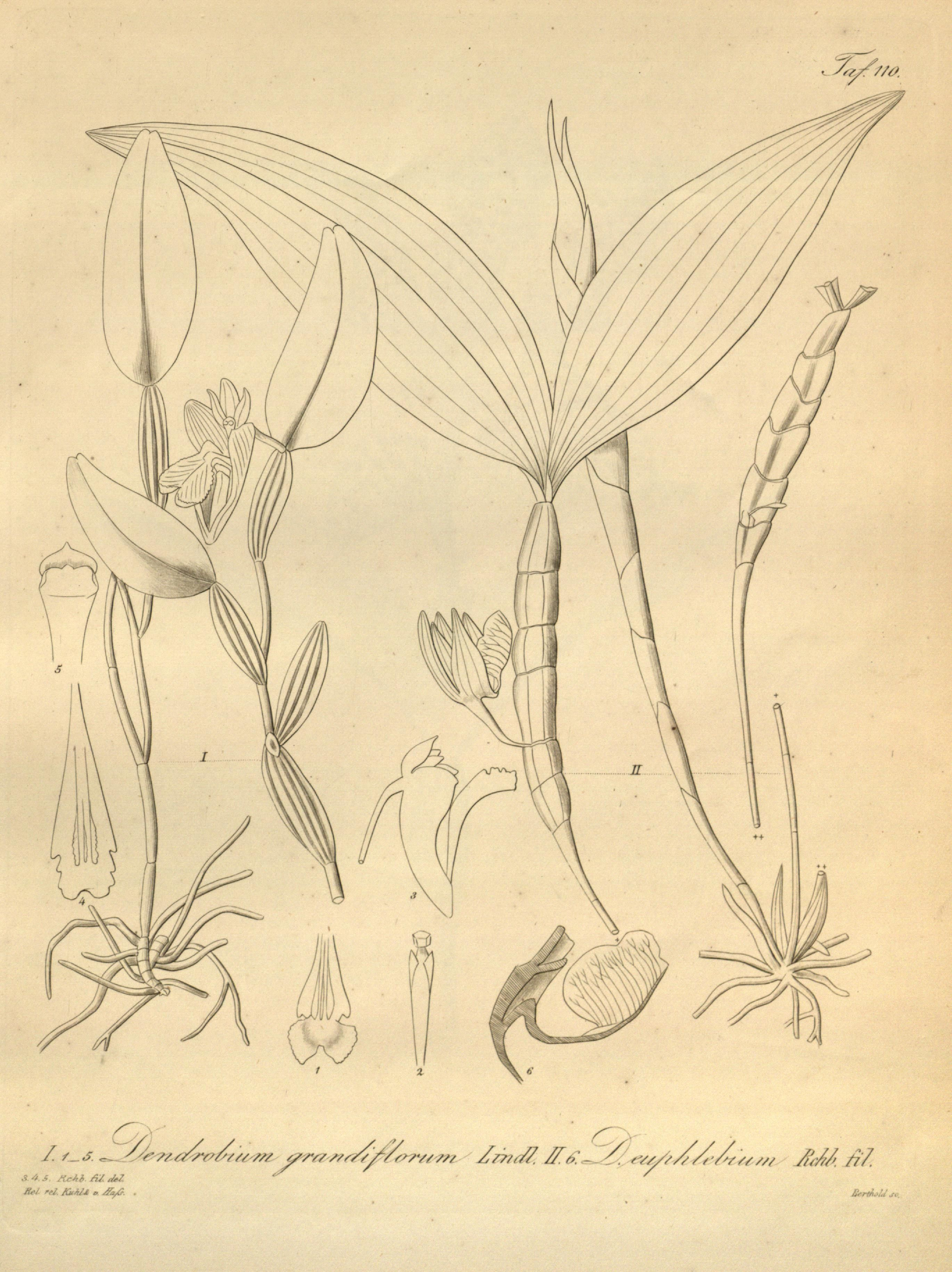